# Nat-in-nat schilderen

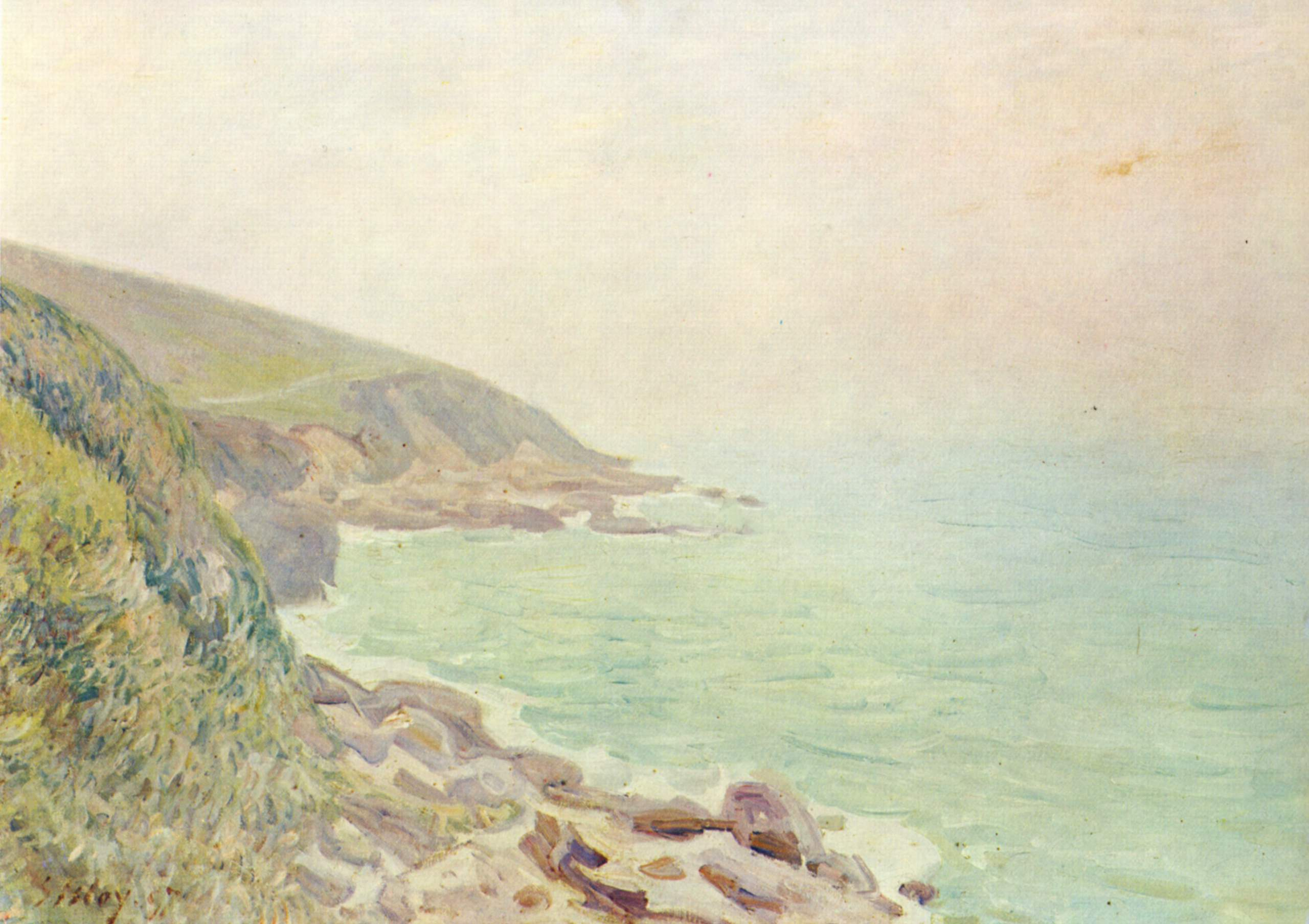
Hoogstwaarschijnlijk nat-in-nat-schilderij door Alfred Sisley uit 1887

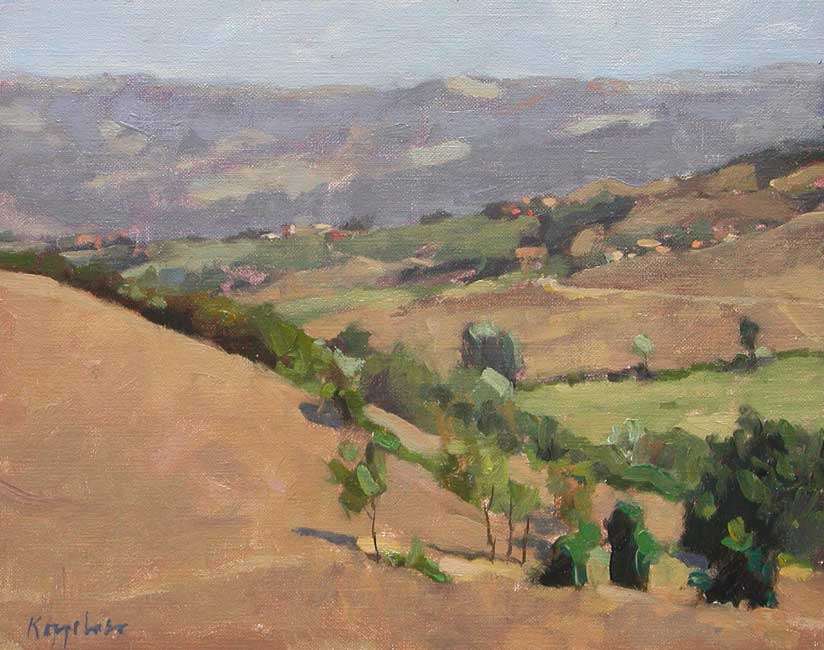
Nat-in-nat-schilderij door Frans Koppelaar uit 2001

Nat-in-nat schilderen of alla prima is een schildertechniek waarbij nieuwe verf wordt toegevoegd aan voorafgaande lagen nog natte verf. Bij deze techniek dient het werkstuk in korte tijd te worden voltooid.
De traditionele kunstschilders gebruikten glaceringen, of laag over laag verven, waarbij de onderliggende lagen volkomen moesten zijn gedroogd. Dat drogen duurde heel lang, zeker vóór de uitvinding van siccatieven, enkele dagen tot enkele weken. Vanaf ruwweg de periode van het impressionisme ontstond de behoefte om sneller te schilderen. Zo maakten bijvoorbeeld Monet, maar ook een schilder als Vincent van Gogh hun schilderijen vaak binnen een dag.
De populaire schildertechniek van Bob Ross is ook een voorbeeld van nat-in-nat werken. Hij mengde kleuren op het doek in elkaar, en schilderde bijvoorbeeld bomen met dikkere verf op een ondergrond die nog niet droog was. Ook bij aquareltechniek wordt vaak, maar niet altijd, nat-in-nat gewerkt.
De moeilijkheid bij nat-in-nat werken is dat de kleuren soms ongewenst mengen, en dat het risico bestaat dat de kleuren minder fris en minder sprekend worden. Het voordeel is het effect van mooie kleurovergangen, die bij de glaceertechniek moeilijk te realiseren zijn. Een voorbeeld daarvan is de lucht in het hier afgebeelde schilderij van Sisley.